# Carsten Wilke (Forstmann)

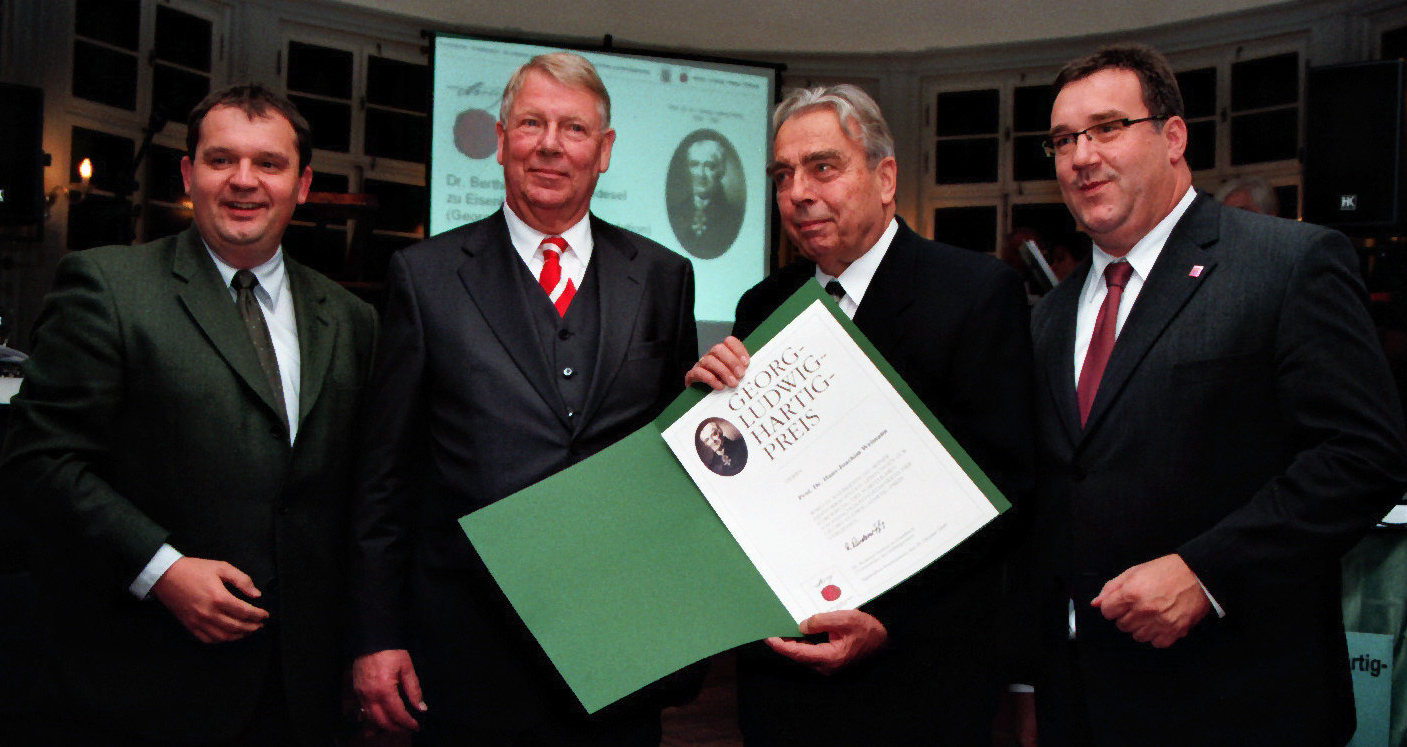
Carsten Wilke (l.) gratuliert zusammen mit Berthold Riedesel Freiherr zu Eisenbach (Mitte) und Mark Weinmeister (r.) Hans-Joachim Weimann (2. v. r.) zur Verleihung des Georg-Ludwig-Hartig-Preises am 29. Oktober 2009 im Jagdschloss Kranichstein.

Carsten Wilke (* 1960 in Gießen) ist ein deutscher Förster.
Seit 2002 leitet er die Abteilung Forsten und Naturschutz im Hessischen Ministerium für Umwelt, Klimaschutz, Landwirtschaft und Verbraucherschutz und ist seit 2009 Präsident des Deutschen Forstvereins.

## Leben
Der gebürtige Gießener Carsten Wilke schloss sein Studium der Forstwissenschaften an der Georg-August-Universität Göttingen ab und absolvierte sein Referendariat in der Hessischen Landesforstverwaltung, in deren Dienst er anschließend übernommen wurde.
Im Ministerium für Umwelt und Energie beziehungsweise Umwelt, Landwirtschaft und Forsten in Wiesbaden leitete Wilke von Januar 1995 bis Juli 2000 als Jagdreferent die Oberste Jagdbehörde des Landes Hessen und übernahm in der Forstabteilung 1998 zusätzlich die Verantwortung für Personal, Organisation, Liegenschaften und Baumaßnahmen. Zum 1. August 2000 wurde ihm schließlich die Leitung des Forstamtes Herborn übertragen.
Seit dem 1. Juni 2002 leitet Carsten Wilke im Range eines Ministerialdirigenten die Abteilung Forsten und Naturschutz im Hessischen Ministerium für Umwelt, Klimaschutz, Landwirtschaft und Verbraucherschutz. Er ist damit in der Nachfolge von Wolfgang Dertz nicht nur Forstchef des Landes Hessen, sondern zugleich oberster Fachbeamter des Naturschutzes in Hessen.
Carsten Wilke engagiert sich darüber hinaus in verschiedenen Fachgremien und -verbänden von Forst und Naturschutz. So ist er Vorstandsvorsitzender der „Stiftung Natura 2000“ des Landes Hessen, die im Wege des Vertragsnaturschutzes mit privaten und kommunalen Waldbesitzern die Vorgabenerfüllung der Fauna-Flora-Habitat-Richtlinie der Europäischen Union unterstützt. Weiter gehört er dem Stiftungsvorstand der Stiftung Hessischer Naturschutz an und ist Vorstandsmitglied des Kompetenzzentrums HessenRohstoffe Witzenhausen (HeRo) e. V.
Neben diesen Ämtern in Hessen betätigt sich Carsten Wilke auf Bundesebene als Vorsitzender der Bund/Länder-Arbeitsgemeinschaft Forst sowie in der Bund/Länder-Arbeitsgemeinschaft Naturschutz, Landschaftspflege und Erholung (LANA).
Im Jahr 2009 löste er Anton Hammer als Präsident des Deutschen Forstvereins (DFV) ab und gehört dem Präsidium des Deutschen Forstwirtschaftsrates (DFWR) an. Außerdem betätigt er sich als Sprecher der 2007 von der deutschen Forst- und Holzwirtschaft gemeinsam gegründeten „Plattform Forst & Holz (PFH)“.
Carsten Wilke ist verheiratet und Vater dreier Kinder.